# Ken il guerriero - La leggenda del vero salvatore
Ken il guerriero - La leggenda del vero salvatore (真救世主伝説 北斗の拳ZERO ケンシロウ伝?, Shin kyūseishu densetsu Hokuto no ken: Zero - Kenshirō den) è un film del 2008 diretto da Toshiki Hirano. È il quinto e ultimo capitolo della pentalogia di film anime Ken il guerriero - La leggenda, basata sul manga Ken il guerriero scritto da Buronson e disegnato da Tetsuo Hara. Il film, che presenta una trama completamente originale, è un sequel diretto di Ken il guerriero - La leggenda di Raoul ma per la quasi totalità della sua durata, tramite un flashback, racconta quanto accade a Kenshiro dopo la sua sconfitta per mano di Shin, fino al suo incontro con Lynn e Burt. Prodotto da North Stars Pictures e TMS Entertainment, il film fu distribuito in Giappone il 28 aprile 2007 dalla Go! Cinema.

## Trama
Dopo la battaglia finale contro Raoul, Kenshiro e Julia si sposano; all'annuncio da parte di Julia di essere incinta, Ken comincia a narrare al figlio non ancora nato una storia ambientata nel passato.
Dopo essere stato sconfitto da Shin, Kenshiro viene trovato da una famiglia che vaga nel mondo post-atomico: poco dopo arrivano degli schiavisti che catturano i quattro sfortunati; il loro capo Guruma vorrebbe uccidere Kenshiro, che giudica inutile, ma il giovane Dan (che in realtà è una ragazzina) riesce a convincerli a risparmiarlo; Guruma li fa portare tutti in una città governata dal tiranno Siska, un uomo che ha trovato una sorgente d'acqua incontaminata e se ne serve per asservire tutti al suo volere; nella cella che ospita la famiglia e Kenshiro c'è anche un vecchio a cui sono stati tagliati i tendini delle caviglie; ridotto ad una vita apatica, l'uomo comincia a reagire solo quando Kenshiro rivela il proprio nome ai suoi salvatori.
Guruma fa combattere Kenshiro in un'arena dove il giovane maestro della Divina Scuola di Hokuto si sbarazza facilmente di un avversario gigantesco ma non vuole ucciderlo, e non può neppure farlo; Fugen, il vecchio rinchiuso con lui, lo avverte di attendere la guarigione, poiché le ferite sul petto hanno disallineato i meridiani del corpo; finché non sarà ripristinato l'equilibrio Kenshiro non sarà capace di generare l'energia interiore per colpire i punti di pressione. Mentre il tempo passa Kenshiro viene a sapere che Siska non si fida neppure delle guardie, tanto da tenere i loro bambini in ostaggio; anche Guruma deve sottostare al ricatto poiché Siska tiene prigioniero suo figlio che ha solo due anni; Kenshiro sgattaiola nel palazzo del despota per ucciderlo, ma viene scoperto e legato sulla pubblica piazza come esempio. Anche Siska in passato aveva una figlia che amava molto, ma perì nella terza guerra mondiale, ciò sembra averlo fatto impazzire trasformandolo in un tiranno crudele e spietato.
Fuori della città, un uomo di nome Jugai, un altro discepolo della Sacra Scuola di Nanto, sta preparando l'invasione e a tal fine invia due spie a scoprire dove si trova il dispositivo che avvia l'autodistruzione di tutta la città; Jugai è un uomo enigmatico, capace di un profondo senso dell'onore ma anche di crudeltà efferate, che motiva ricordando che in quest'epoca tutti gli uomini sono come animali pronti a saltarsi addosso a vicenda.
Quando l'invasione comincia, Siska viene ferito mortalmente e lasciato a morire; senza ordini, le guardie liberano i prigionieri e armano i cittadini per montare una disperata difesa; Kenshiro è ancora legato in piazza e rischia la vita, ma prima Guruma e poi Fugen gli fanno scudo: Guruma vorrebbe solo riabbracciare il figlio, mentre Fugen ha un motivo più profondo. Il vecchio ha riconosciuto Kenshiro come erede di Hokuto perché un tempo egli stesso era maestro della Tecnica dell'Aquila Solitaria di Nanto, che ha trasmesso sia a Shin che a Jugai; quest'ultimo gli ha procurato le ferite alle caviglie perché nessun altro apprendesse la tecnica; giunto a questo punto Fugen può solo puntare su Kenshiro per riscattarsi e trovare qualcuno adatto a portare ordine nel mondo; finalmente, per la prima volta, Kenshiro scatena la sua rabbia e diventa il guerriero che tutti conosceranno in seguito; sterminato l'esercito invasore, Ken e Jugai si affrontano e l'uomo di Hokuto uccide quello di Nanto, che muore serenamente riconoscendo al suo avversario quelle qualità morali che a lui mancano.
Mentre tutti festeggiano Siska, ancora vivo e folle di rabbia, riesce a raggiungere il telecomando di riserva e innesca le bombe che distruggono la città; nessuno sopravvive, tranne Kenshiro che riemerge faticosamente dalle macerie, urlando di rabbia e dolore per non averli salvati.
In una scena dopo i titoli di coda, Kenshiro viene arrestato e in prigione conosce Burt e Lynn, a cui restituisce il dono della parola. Il villaggio viene attaccato dal predone Zed che prende la bambina in ostaggio, e Kenshiro lo colpisce con le sue Cento Lacerazioni di Hokuto pronunciando per la prima volta la frase "Tu sei già morto!".

## Promozione
Per promuovere l'uscita del film, il 13 settembre 2008 (in coincidenza con il 25º anniversario dell'inizio del manga) fu organizzato al Nippon Seinenkan Hall di Tokyo un "matrimonio dell'anima" tra Kenshiro e Julia.

## Distribuzione

### Edizione italiana
Il film fu distribuito nei cinema italiani il 13 luglio 2011. L'edizione italiana è stata realizzata dalla Yamato Video e il doppiaggio è stato eseguito dalla Raflesia e diretto da Stefania Patruno su dialoghi di Fiammetta Molinari. Rispetto ai capitoli precedenti è stata cambiata la voce di Shin, doppiato da Claudio Ridolfo anziché da Gabriele Calindri.

### Edizioni home video
In Italia il film fu distribuito in DVD-Video e Blu-ray Disc dalla CG Home Video l'8 novembre 2011; entrambe le edizioni includono come extra uno speciale sul matrimonio al Nippon Seinenkan Hall, titoli di coda originali e trailer. L'11 luglio 2019 sono state distribuite delle nuove edizioni DVD e BD da Koch Media; entrambe includono lo speciale sul matrimonio, un booklet di 20 pagine con i disegni preparatori e una maxi card con la locandina originale.

## Accoglienza

### Incassi
Il film incassò 20 800 euro nei cinema italiani.

### Critica
Il film fu accolto tiepidamente dalla maggior parte della critica italiana. Paolo Mereghetti, nel suo dizionario Il Mereghetti, assegna al film due stelle su quattro scrivendo che "indulge in una magniloquente verbosità (che accentua la tipica staticità dell'animazione) e ritarda l'azione oltre il dovuto, riducendo il guerriero a una dimensione sorprendentemente dimessa e sbagliando il personaggio del malvagio Siska". Emanuele Sacchi, scrivendo per MYmovies.it, assegna al film due stelle su cinque sostenendo che i nuovi personaggi "sono figure inconsistenti e destinate a una mera funzione maieutica nei confronti dell'eroe e del suo percorso di autoconvincimento. (...) Come se non bastasse, i duelli – la parte più attesa dai fan – sono pochi e non coinvolgono minimamente lo spettatore più avvezzo ai topoi della serie, per nulla aiutato dalla sciatteria dei fondali, che vanifica l'intento di un disegno intento a rievocare il fascino dell'originale. Resta la sensazione di un mero riempitivo, pensato più per concludere la successione di film previsti sul mito di Ken che per regalare nuove sensazioni". In una recensione per il Fatto Quotidiano, Federico Pontiggia afferma che rispetto alla serie animata il film "non è che pallida eco, messa in sordina dal disegno laccato, dialoghi e antefatti inconsulti e la violenza orfana di budella e pathos: la leggenda del vero salvatore non salva nessuno, almeno non chi ha la memoria lunga". Gianluca Arnone, scrivendo per la Rivista del cinematografo, lo definisce "una divulgazione per non-si-sa-chi. Esplicita la matrice confusa della saga e ne costituisce un antefatto. È come un episodio lungo fitto di dialoghi e descrizioni. Il disegno è ritoccato, la forma più aerodinamica e pulita, la violenza come attutita, avara di sangue e poltiglie, orbite oculari partite e cervelli schizzati. La macelleria originale era almeno catartica. Questo è solo un noiosissimo scempio". In una recensione per Sentieri selvaggi, Sergio Sozzo scrive: "Toshiki Hirano ribadisce qui i limiti già notati ne La leggenda di Raoul, ovvero un'eccessiva staticità e approssimazione nei disegni e nell'animazione, nonché una mancanza di vero trasporto epico anche nelle scene di battaglia, non proprio incisive come ce le aspetteremmo. (...) Ma forse la trovata migliore del film è quella dopo i titoli di coda". Ciro Brandi, nella sua recensione per Fanpage.it, assegna al film un 6 scrivendo che "è disseminato di immagini veramente spettacolari e molte sequenze action (anche se ridotte rispetto alla serie per la tv)" ma "presenta più di qualche pecca: mancano i villain cattivissimi e visivamente surreali, manca l'immagine dell'eroe che eravamo abituati a vedere in tv. I dialoghi sono lunghissimi e noiosi, non fanno altro che rallentare il processo narrativo. Tuttavia, l'atmosfera è sempre quella che ha fatto sognare più di una generazione e la colonna sonora è immediatamente riconoscibile, suscitandoci anche qualche ricordo nostalgico". Lo stesso voto viene assegnato da Stefano Coccia nella sua recensione per Quinlan, in cui afferma: "L'insistenza eccessiva sul ruolo del salvatore ammorba un po' l'ultima parte del film, ma c'è da dire che la qualità dell'animazione, del movimento, sa riaccendere l'interesse per l'azione e per alcuni serrati duelli, compreso quello col temibile Jugai: un nuovo e affascinante personaggio con pose da falconiere, identificato nel racconto quale rivale di Shin, nella successione per diventare Maestro dell'Aquila Solitaria di Nanto. Tra alti e bassi, si arriva così a un epilogo, posto al termine dei titoli di coda, che di emozioni ne può generare parecchie: con alcune tavole stilizzate viene infatti rievocato uno dei momenti più intensi di tutta la saga, l'incontro di Ken con gli inseparabili Bart e Linn. L'aura leggendaria, finalmente, rivive". Più positiva la recensione di Marco Minniti per Movieplayer.it, che assegna al film tre stelle su cinque e afferma: "Se a questo Ken il guerriero - La leggenda del vero salvatore manca un po' la dimensione epica e quasi shakespeariana che aveva caratterizzato alcuni dei precedenti episodi di questa saga-reboot (primo tra tutti il riuscito La leggenda di Raoul) va tuttavia ribadito come il film, riuscitissimo a livello tecnico e di qualità dell'animazione, abbia il pregio di risultare perfettamente fruibile e comprensibile anche a chi, per assurdo, del personaggio di Kenshiro non avesse mai sentito parlare".